# Exercitiegården
Exercitiegården, även känd som Stallgården, var en byggnad i centrala Uppsala. Byggnaden uppfördes i och med inrättandet av Exercitieinstitutionen år 1663 som den därefter blev säte för. Under 1880-talet revs byggnaden för att lämna plats åt det nya Universitetshuset som kom att uppföras på den plats där Exercitiegården tidigare varit belägen. 
1648 donerade Drottning Kristina marken som Exercitiegården senare byggdes på till Uppsala universitet. På området fanns ruinerna från Ärkebiskopsborgen, samt ett stall under namnet Kungsstallet som under 1620-talet uppförts av Gustav II Adolf. 1663 inrättades den så kallade Exercitieinstitutionen. Denna var avsedd att locka unga adelsmän till universitet genom att erbjuda undervisning i fysiska övningar som ridning och fäktning, estetiska övningar i musik, grafisk konst och dans, samt språkundervisning i franska, spanska och italienska. Dessa var alla nödvändiga färdigheter för en adelsman under stormaktstiden. För att husera den nya institutionen påbörjas bygget av Exercitiegården. Exercitiegården uppfördes därför mellan 1663 och 1665 av Olof Rudbeck den äldre.

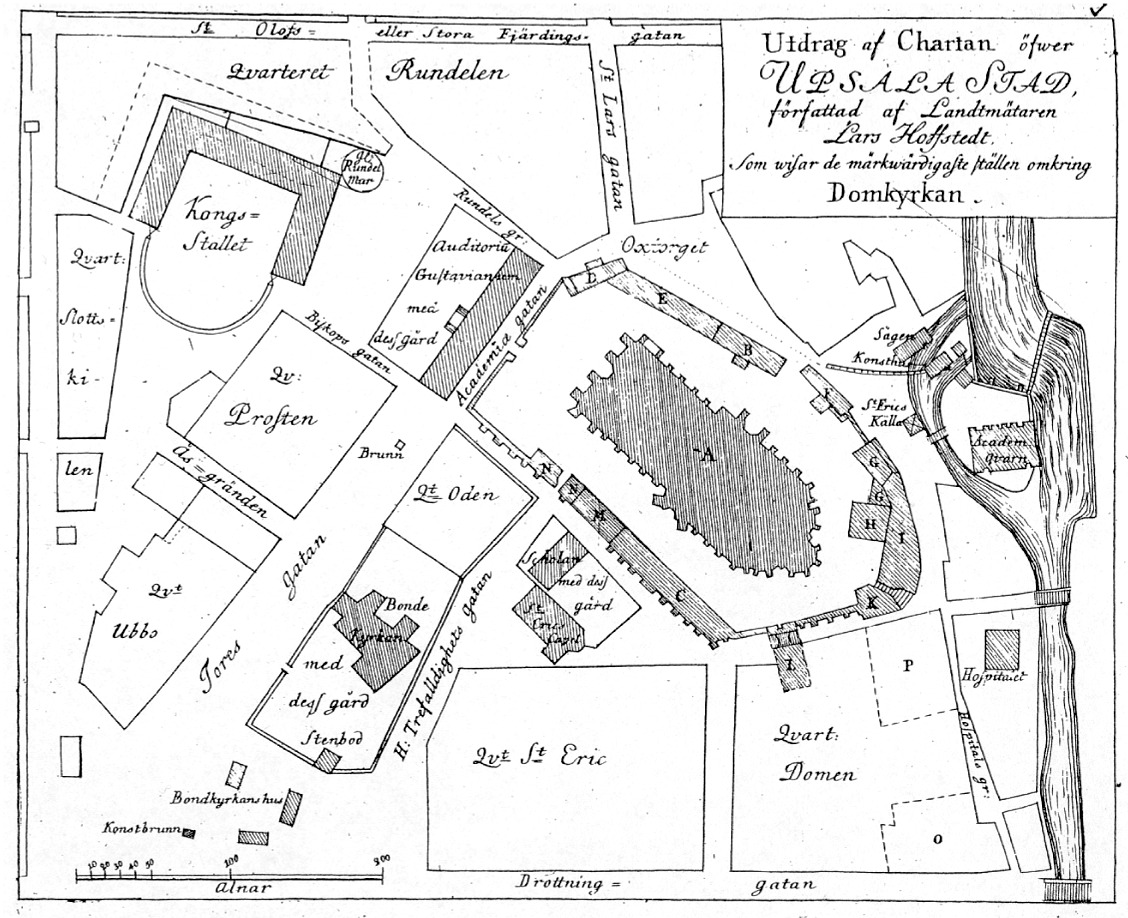
Karta över Uppsala innan branden 1702. Exercitiegården ses i övre vänstra hörnet som "Kongsstallet".

Exercitiegården var en envåningsbyggnad med huvudlänga mot norr och två flyglar, varav den östra kallades Stallet och den västra Beridare Huset. Huvudlängan gick under namnet Exercitie Mästarens Rum. Mellan flyglarna fanns en öppen gårdsplan som avgränsades av en mur mot söder. Det tidigare Kungsstallet införlivades troligtvis i Exercitiegårdens östra och norra sida. Exercitiegården står kvar till 1880-talet då den rivs i samband med byggnationen av det nya Universitetshuset.